# Deal Island
Deal Island es un lugar designado por el censo ubicado en el condado de Somerset en el estado estadounidense de Maryland. En el Censo de 2010 tenía una población de 471 habitantes y una densidad poblacional de 33,88 personas por km².

## Geografía
Deal Island se encuentra ubicado en las coordenadas 38°9′10″N 75°56′24″O / 38.15278, -75.94000. Según la Oficina del Censo de los Estados Unidos, Deal Island tiene una superficie total de 13.9 km², de la cual 7.85 km² corresponden a tierra firme y (43.54%) 6.05 km² es agua.

## Demografía
Según el censo de 2010, había 471 personas residiendo en Deal Island. La densidad de población era de 33,88 hab./km². De los 471 habitantes, Deal Island estaba compuesto por el 93.42% blancos, el 4.67% eran afroamericanos, el 0.64% eran amerindios, el 0% eran asiáticos, el 0% eran isleños del Pacífico, el 0.85% eran de otras razas y el 0.42% pertenecían a dos o más razas. Del total de la población el 0% eran hispanos o latinos de cualquier raza.